# Malmö International
Die Malmö International waren offene internationale Meisterschaften im Badminton. Sie waren nach den Swedish Open der hochrangigste Badmintonwettbewerb in Schweden. Mit der Ausrichtung mehrerer internationaler Titelkämpfe wird deutlich, welche Bedeutung dem Badmintonsport im skandinavischen Land beigemessen wird. Dokumentiert sind Ausrichtungen des Turniers für 1995 und 1996.

## Sieger
| Jahr | Herreneinzel     | Dameneinzel    | Herrendoppel                  | Damendoppel                 | Mixed                           |
| ---- | ---------------- | -------------- | ----------------------------- | --------------------------- | ------------------------------- |
| 1995 | Rikard Magnusson | Mette Sørensen | Janek Roos Thomas Stavngaard  | Maria Bengtsson Margit Borg | Thomas Stavngaard Ann Jørgensen |
| 1996 | Rikard Magnusson | Margit Borg    | Anders Hansson Robert Larsson | Maria Bengtsson Margit Borg | Robert Larsson Maria Bengtsson  |